# Torpet Pungpinan

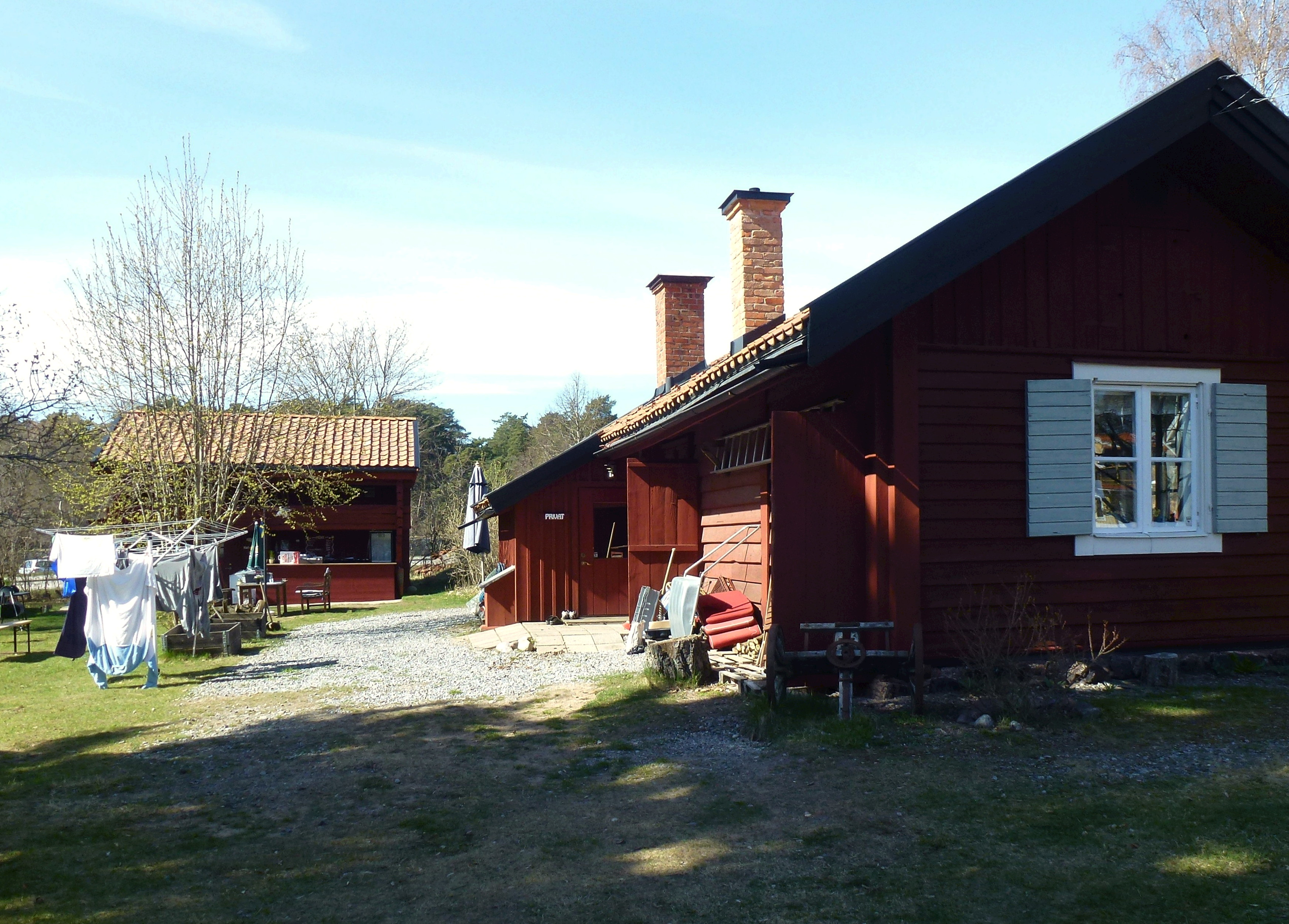
Pungpinetorpet i april 2014.

Torpet Pungpinan är ett torp som fått sitt namn av en före detta krog som låg norr om torpet. Torpet ligger i basområdet Pungpinan i Söderort inom Stockholms kommun. 
Torpet Pungpinan, uppfördes 1763 som torp under Skarpnäcks gård. 1933 gjordes torpet om till samlingslokal för ungdomarna i det nyuppförda småstugeområdet. Efter att också använts av Unga Örnar, är torpet sedan 2000 privatägt

## Krogen och namnet

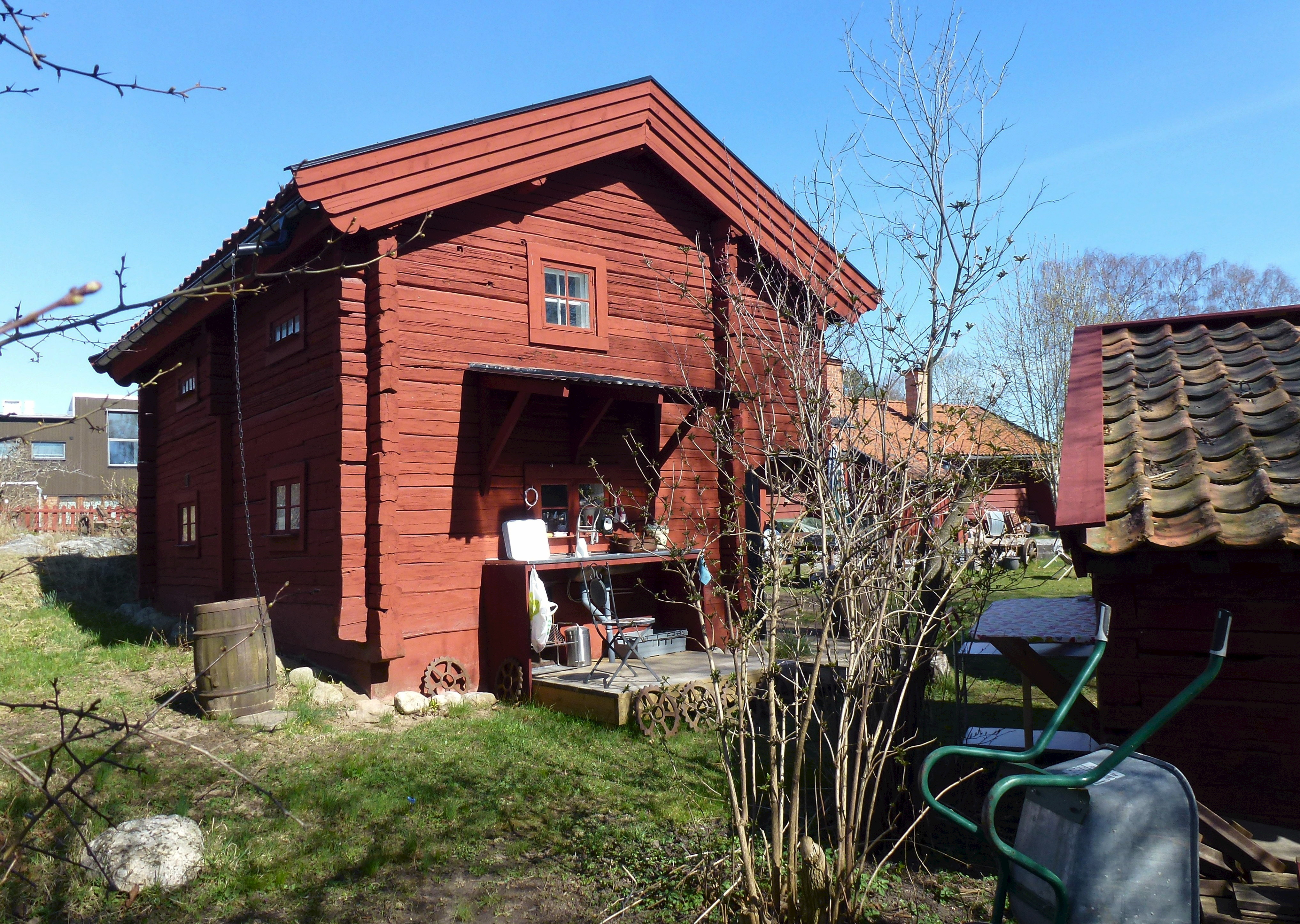
Pungpinetorpets loftbod.

Namnet Pungpinan kommer från krogen Pungpinan, som låg norr om dåvarande Tyresövägen, och norr om torpet, just öster om Skogskyrkogården. Krogen, som också kallades Skarpnecks krog eller Krogen i kröken, fick enligt traditionen sitt namn av att man där "pinade" sin penningpung för att betala brännvinet. Krogen nämns första gången 1670 och byggnaden revs 1876. Krogrörelsen hade då upphört redan i början på 1800-talet strax efter de mord som skedde där. Denna händelse, som blev vida omtalad, inträffade natten mellan 4 och 5 mars 1803, då krögerskan Maja Schröder, hennes två barn och hennes piga föll offer för gardisten Peter Almqvist, som avrättades på galgbacken.